# Хайнал, Иво
Иво Хайнал(ь) (нем. Ivo Hajnal; родился в 1961 году в Цюрихе) — австрийский индоевропеист, классический филолог и микенолог.
Хайналь изучал индоевропейское языкознание и классическую филологию в университете Цюриха, в частности, у Эрнста Риша. Обучение окончил в 1985 году, защитив диссертацию на степень Лиценциата по древнейшим критским надписям. В 1990 году защитил, также в Цюрихе, докторскую диссертацию по падежной системе микенского диалекта, там же в 1995 г. защитил постдокторскую работу по вокализму ликийского языка.
После этого Хайналь был приглашённым профессором Берлинского университета им. Гумбольдта, затем с 1998 по 2001 — ординарным профессором лингвистики в университете Мюнстера. С весны 2001 года он является профессором лингвистики в университете Инсбрука, с октября 2005 сменил профессора Кристиана Смекала на должности председателя Сената.
Кроме того, он является соучредителем Швейцарской академии текста со штаб-квартирой в Давосе, чей Попечительский Совет он возглавляет.

## Основные направления исследований
В области исторического языкознания Хайналь занимается вопросами синтаксиса и языковых контактов, переднеазиатскими и эгейскими языками эпохи бронзового века, исторической лингвистикой и историей письменности, а также различными ветвями индоевропейской языковой семьи (анатолийскими, балтийскими, греческим, индоиранскими, тохарскими), в том числе в сочетании со смежными научными дисциплинами. Кроме того, ему удалось посмертно издать «Грамматику микенского греческого языка» своего учителя Эрнста Риша.
В области прикладной лингвистики Хайналь занимается вопросами использования языка в корпоративной коммуникации и корпоративных публикациях.

## Избранные публикации
Историческая лингвистика и микенология
- (Hrsg., unter Mitwirkung von B. Stefan): Die altgriechischen Dialekte. Wesen und Werden. Akten des Kolloquiums Freie Universität Berlin, 19.-22. September 2001. Innsbruck 2007.
- Troia aus sprachwissenschaftlicher Sicht. Die Struktur einer Argumentation. Innsbruck 2003 (Innsbrucker Beiträge zur Sprachwissenschaft, Bd. 109) — Rez. von Helmut Rix, in: Gnomon 77, 2005, S. 385—388, (online).
- Feministische Sprachkritik und historische Sprachwissenschaft. Die unterschiedlichen Sichtweisen der Kategorie Genus in Syn- und Diachronie. Innsbruck 2001, (online). (PDF)
- unter Mitarbeit von Basant Srivastav: Zum Verhältnis von Gott und Herrscher auf den neohethitischen Hieroglypheninschriften. Innsbruck 2001, (online). (PDF)
- Mykenisches und homerisches Lexikon. Übereinstimmungen, Divergenzen und der Versuch einer Typologie. Innsbruck 1998 (Innsbrucker Beiträge zur Sprachwissenschaft, Vorträge und Kleinere Schriften, 69).
- Sprachschichten des mykenischen Griechisch. Zur Frage der Differenzierung zwischen «Mycénien normal» und «Mycénien spécial». Salamanca 1997 (Suplementos a Minos, Núm. 14).
- Der lykische Vokalismus (Methode und Erkenntnisse der vergleichenden anatolischen Sprachwissenschaft, angewandt auf das Vokalsystem einer Kleincorpussprache). Habilitationsschrift Zürich, Leykam, Graz 1995 (Arbeiten aus der Abt. Vergleichende Sprachwissenschaft Graz, hrsg. von F. Lochner von Hüttenbach et al.).
- Studien zum mykenischen Kasussystem. Walter de Gruyter, Berlin-New York 1995 (= Diss. Zürich 1990).
- Die ältesten kretischen Inschriften. Unveröffentlichte Lizentiatsarbeit Zürich 1985.

Общая линвистика
- (Hrsg.): Томас V. Gamkrelidze, Selected writings. Linguistic sign, typology and language reconstruction. Инсбрук 2006, (онлайн). (PDF)

Прикладная лингвистика
- mit Franco Item: Schreiben und Redigieren — auf den Punkt gebracht! : das Schreibtraining für Kommunikationsprofis. Huber Verlag, Frauenfeld 2000.
- mit Franco Item: Sprachdesign — und Ihr Inserat macht einen guten Job : die Textfibel für Stelleninserate. Werd-Verlag, Zürich 2001.
- mit Torsten Oltmanns, Bianka Knoblach, Dietmar Fink: Macht in Unternehmen: Ein interdisziplinärer Leitfaden durch die ungeschriebenen Gesetze in Organisationen. Gabler, Oktober 2011, ISBN 978-3-8349-2960-0.

Под его редакцией
- Ivo Hajnal (Hrsg.): Ernst Risch, Grammatik des mykenischen Griechisch; eine weitere Fassung.